# سرخس حرشفي ذهبي
سرخس حرشفي ذهبي (الاسم العلمي: Polypodium chrysolepis) هو نوع نباتي يتبع جنس السرخس من فصيلة السرخسية.